# Барвиха (деревня)
Не следует путать с посёлком Барвиха, расположенным вблизи от Рублёво-Успенского шоссе.
Барви́ха — деревня в Одинцовском городском округе Московской области. В двух километрах к югу расположен одноимённый посёлок Барвиха.

## История
В 1994—2006 годах — центр Барвихинского сельского округа, затем — сельского поселения Барвихинское. В 2019 г. вошла в состав Одинцовского городского округа.

## Население
| 2002 | 2006 | 2010 |
| ---- | ---- | ---- |
| 256  | →256 | ↗354 |

## Достопримечательности

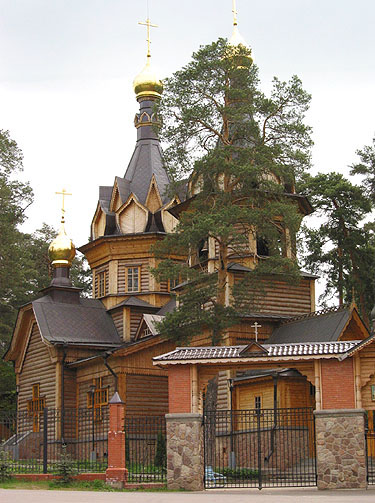
Покровская церковь

Храм во имя Святого Благоверного Князя Вячеслава Чешского расположен в подмосковной деревне Барвиха на землях, ранее принадлежавших Свято-Зачатьевскому монастырю, который был разрушен в 1932 г.
Бревенчатая церковь Покрова Богородицы, которая являлась точной копией той, что входила в состав женского Алексеевского монастыря, находившегося на месте построенного в 1830 году Храма Христа Спасителя. Когда через сто лет ради строительства Дворца Советов, так и не построенного, храм разрушили, одновременно с ним сгорела и церковь Покрова в Барвихе. Одновременно с возрождением Храма Христа Спасителя, в Барвихе построили и монастырское подворье вместе с восстановленной Покровской церковью.
В 1957 г. в деревне был открыт памятник на братской могиле воинов Советской Армии.